# Isaiah Whaley
Isaiah Whaley (Gastonia, Carolina del Norte; 26 de marzo de 1998) es un jugador de baloncesto estadounidense que actualmente juega en el Lokomotiv Kuban de la VTB United League. Con 2,07 metros de estatura, juega en la posición de pívot.

## Trayectoria deportiva

### Universidad
Whaley es un jugador formado en la Ashbrook High School en su ciudad natal, en la Academia Evelyn Mack en Charlotte y otra temporada en el Mt. Zion Preparatory School en Baltimore, Maryland.
En 2017 ingresa en la Universidad de Connecticut, donde jugaría durante cinco temporadas la NCAA con los UConn Huskies, hasta 2022. 

### Profesional
El 24 de junio de 2022 firmó un contrato temporal con los Charlotte Hornets. El 6 de octubre de 2022, los Hornets le dieron de baja. El 23 de octubre de 2022, formaría parte del Greensboro Swarm de la NBA G League.
El 25 de abril de 2023 firmó con los Astros de Jalisco de la Liga Nacional de Baloncesto Profesional y el Circuito de Baloncesto de la Costa del Pacífico (CIBACOPA). Les ayudó a ganar el título de la liga CIBACOPA 2023.
El 30 de julio de 2023 firma por el USC Heidelberg de la Basketball Bundesliga.
El 4 de agosto de 2024 fichó por el Lokomotiv Kuban de la VTB United League.